# 阿尔维约 (上阿尔卑斯省)
阿尔维约（法語：Arvieux，法語發音：[aʁvjø]）是法国上阿尔卑斯省的一个市镇，位于该省东部，属于布里扬松区。

## 地理
阿尔维约（44°46'0"N, 6°44'20"E）面积72.62 平方千米，位于法国普罗旺斯-阿尔卑斯-蓝色海岸大区上阿尔卑斯省，该省份为法国东南部内陆省份，北起萨瓦省，西北接伊泽尔省，西南接德龙省，南至上普罗旺斯阿尔卑斯省，东北部与意大利接壤。
与阿尔维约接壤的市镇（或旧市镇、城区）包括：塞尔维耶尔、沙托-维尔维埃耶、埃格利耶尔、吉耶斯特尔、拉罗什德拉姆、圣克雷潘、维拉尔圣庞克拉斯。

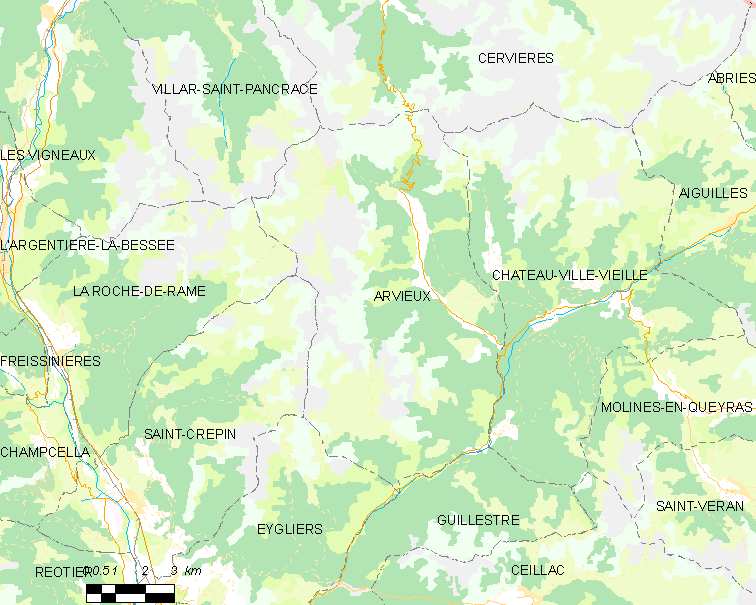
的OSM定位图

阿尔维约的时区为UTC+01:00、UTC+02:00（夏令时）。

## 行政
阿尔维约的邮政编码为05350，INSEE市镇编码为05007。

## 政治
阿尔维约所属的省级选区为吉耶斯特尔县。

## 人口

1962-2008年间人口变化图示

阿尔维约于2022年1月1日时的人口数量为343人。